# Johann Philipp von Greiffenclau zu Vollraths

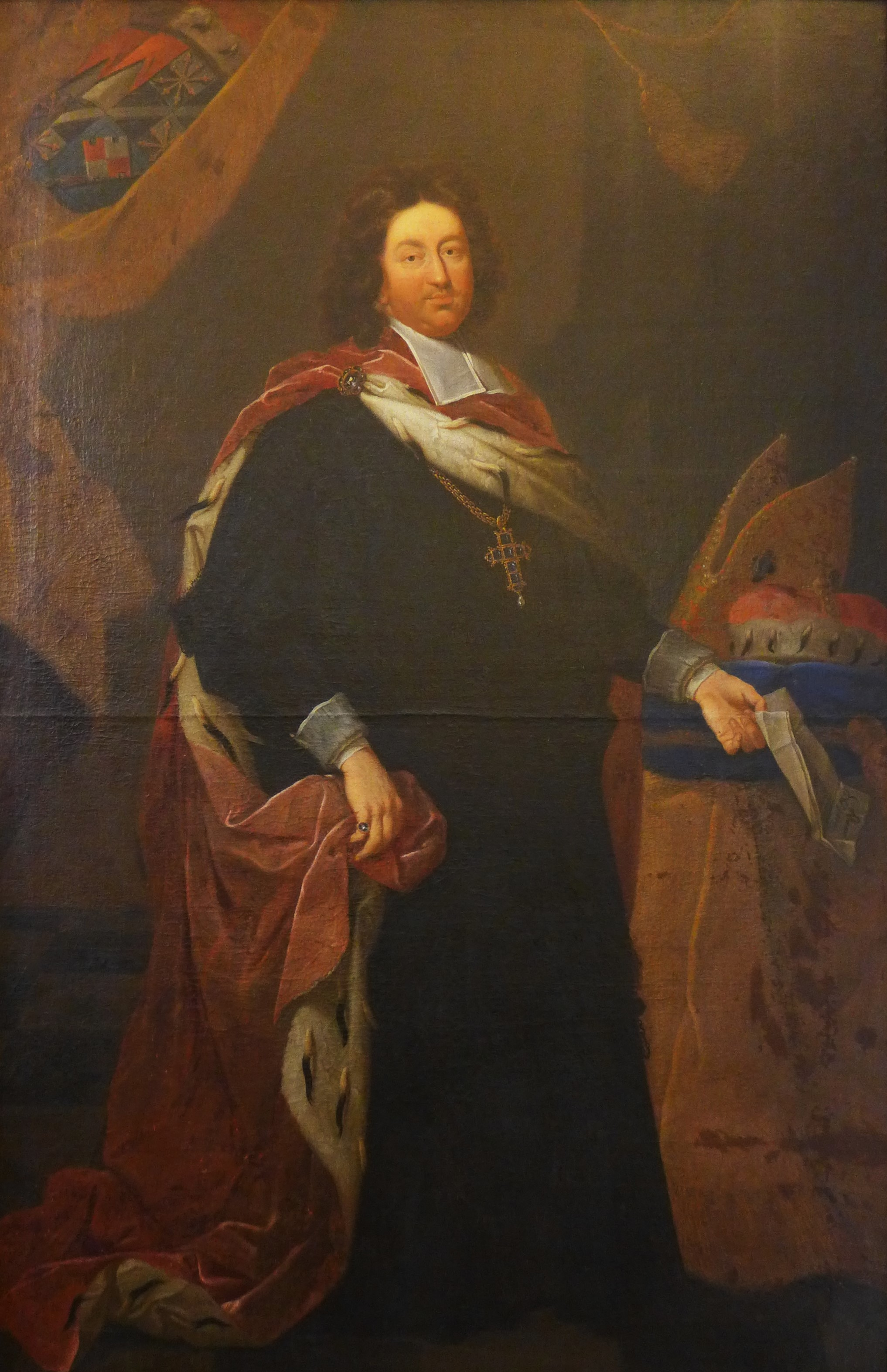
Johann Philipp II. von Greiffenclau zu Vollraths um 1710/1715, gemalt von dem Prager Georg Franz Mika (Museum für Franken)

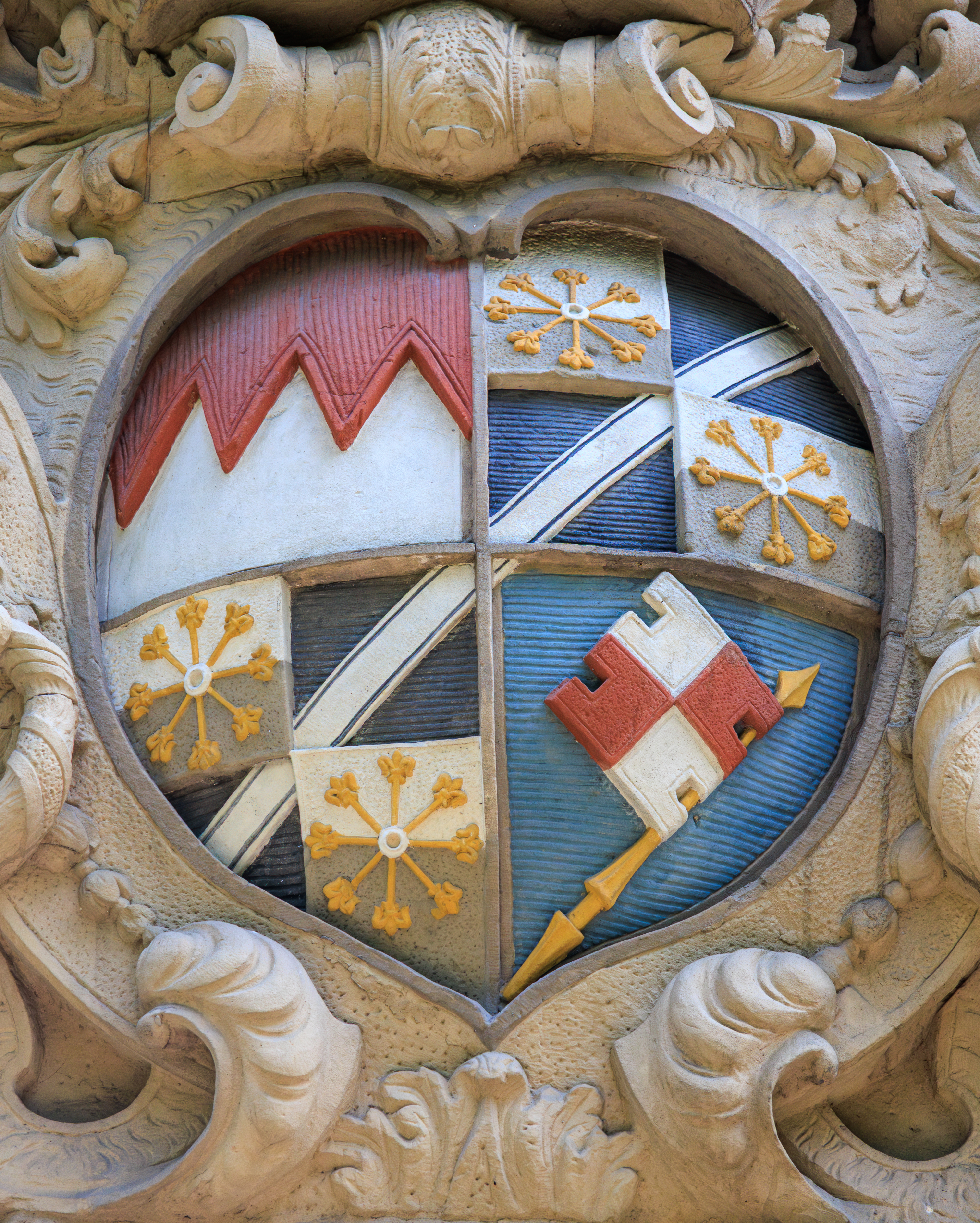
Wappen des Fürstbischofs am Fürstenbau des Juliusspital in Würzburg

Freiherr Johann Philipp von Greiffenclau zu Vollraths, auch Greiffenclau-Vollraths oder Greiffenclau-Vollrads (* 13. Februar 1652 in Amorbach, Unterfranken; † 3. August 1719 in Würzburg), war vom 9. Februar 1699 bis zu seinem Tod als Johann Philipp II. Fürstbischof von Würzburg und damit auch Herzog in Franken.

## Leben
Johann Philipp (II.) von Greiffenclau-Vollraths stammte aus der Adelsfamilie von Greiffenclau zu Vollraths und war ein Sohn des kurmainzischen Oberamtmanns Georg Philipp von Greiffenclau zu Vollraths und dessen Frau Rosina von Oberstein.
1666 wurde Johann Philipp Domizellar in Würzburg und empfing im Jahr 1676 die niederen Weihen sowie das Subdiakonat. Er studierte mehrere Jahre in Frankreich und in Erfurt. Seit 1684 Mitglied des Würzburger Domkapitels, bekleidete er seit 1686 auch das Amt des Domkantors.
1687 empfing er die Priesterweihe und wurde 1695 zum Domdechanten in Mainz ernannt.
Am 9. Februar 1699 wählte ihn das Würzburger Domkapitel als Johann Philipp II. zum Bischof von Würzburg, gegen den von Wien unterstützten Kandidaten Lothar Franz von Schönborn, Erzbischof von Mainz. Nachdem die Wahl von Papst Innozenz XII. am 1. Juni desselben Jahres bestätigt worden war, empfing Johann Philipp am 5. Juni 1699 im Dom zu Würzburg die Bischofsweihe.

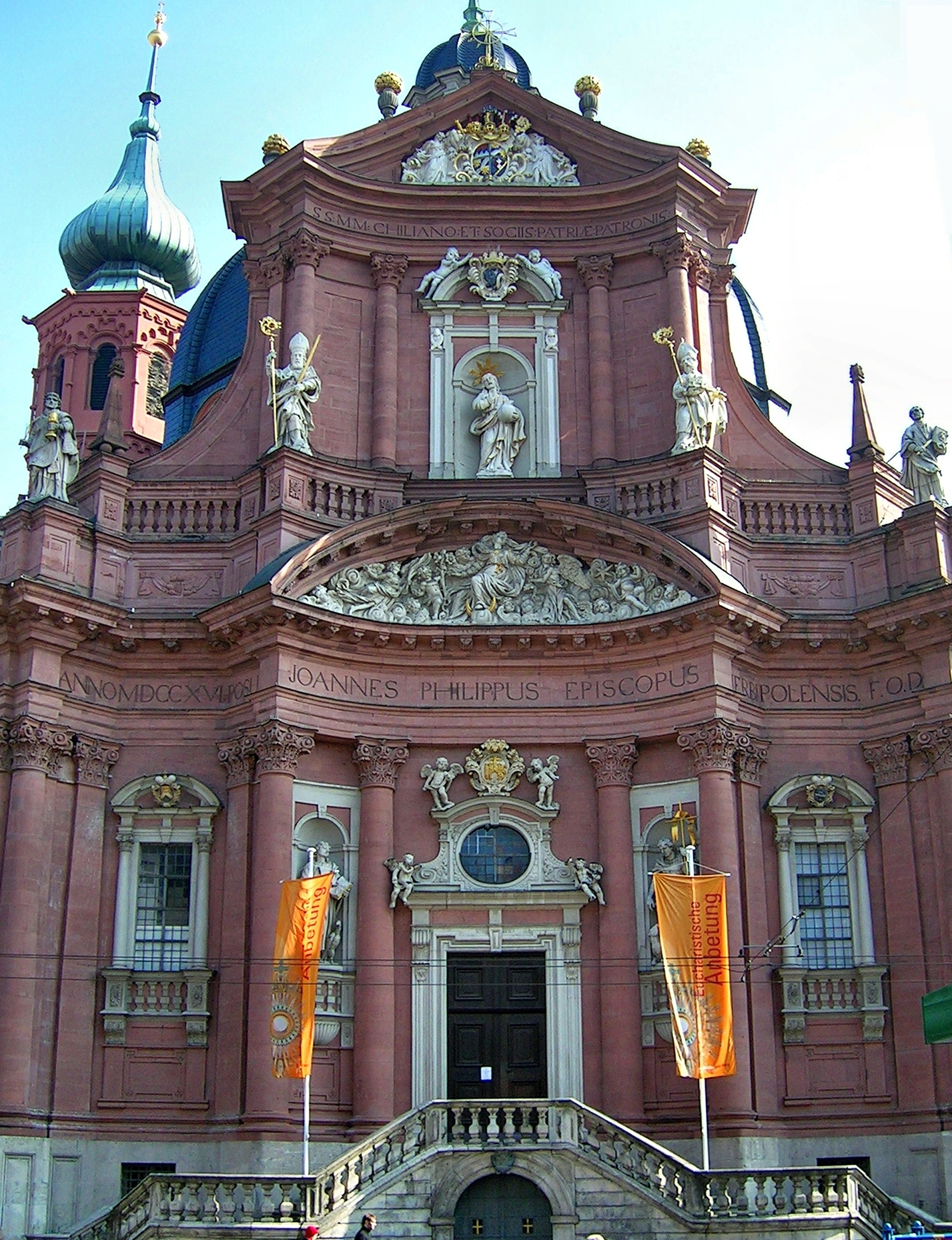
Westfassade des Würzburger Neumünsters mit dem Namen des Fürstbischofs: JOANNES PHILIPPUS EPISCOPUS

Während seiner Zeit als Fürstbischof sowie Kunstmäzen (als Bauherr bzw. Impulsgeber), bezeichnet als „Greiffenclau-Zeit“, entfaltete sich eine rege Bautätigkeit in Würzburg. So sind ihm u. a. die 1711 bis 1716 erfolgte Umgestaltung der Westteile der Neumünsterkirche sowie vor allem die Innenausstattung des Doms durch Pietro Magno zuzuschreiben. Auch die 1715 bis 1719 durch Joseph Greissing erfolgte Errichtung eines Neubaus (Nordflügel) für das Würzburger Jesuitenkolleg (das spätere Priesterseminar Würzburg) und der weitläufige, von Antonio Petrini und Joseph Greissing 1699/1700 bis 1714 durchgeführte, Neubau des Nordflügels mit Fürstenpavillon (der spätere zum Theatrum anatomicum umfunktionierte Gartenpavillon) des 1579 von Julius Echter von Mespelbrunn gegründeten Juliusspitals waren sein Verdienst.

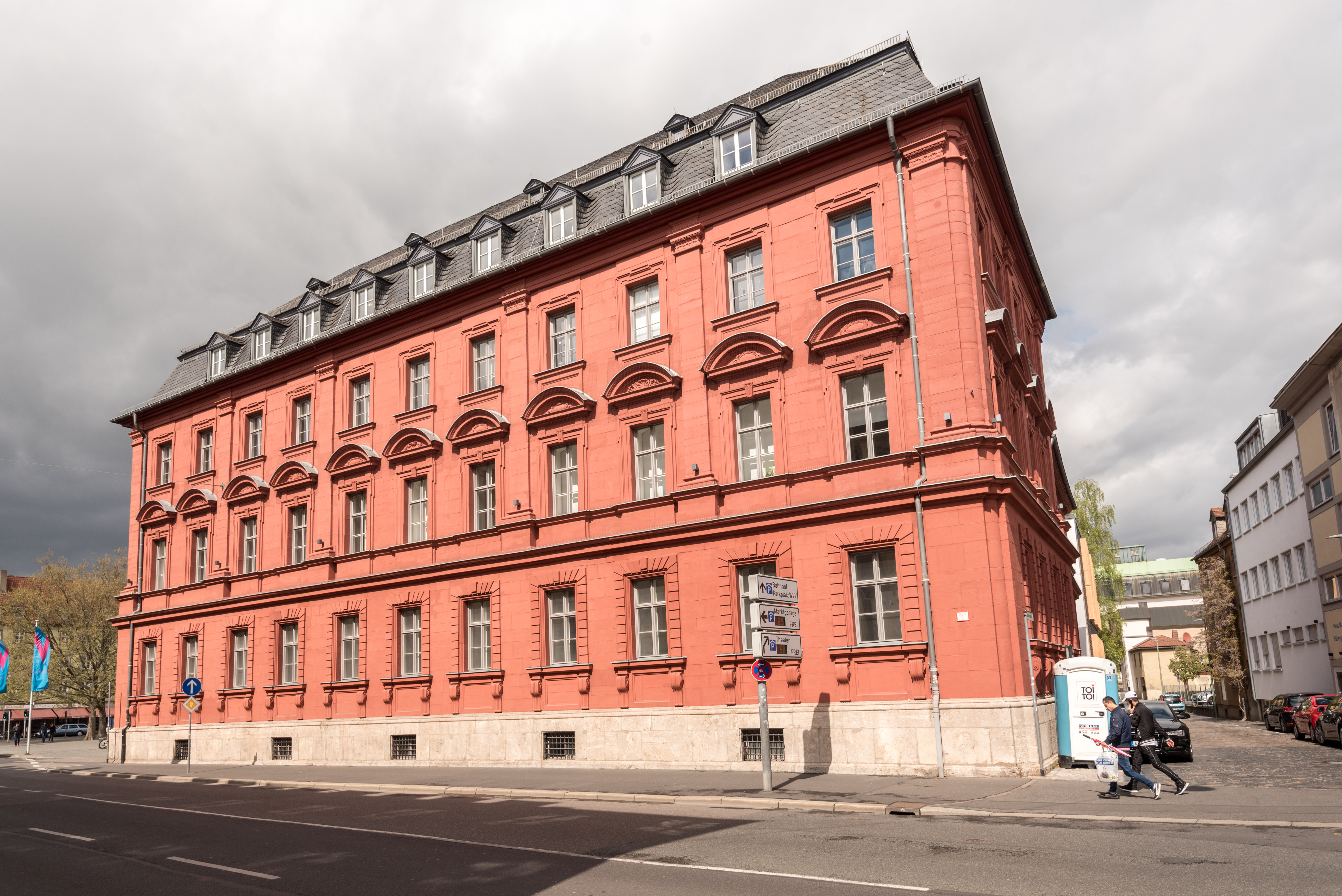
Das Greiffenclaupalais („Roter Bau“ in der heutigen Theaterstraße)

Der Neubau der von Joseph Greissing 1717 bis 1720 in Würzburg errichteten Kirche St. Peter wurde ebenfalls von Johann Philipp gefördert. Unter Johann Philipp erfolgte 1700 bis 1705 erstmals der Bau einer als zusätzlich zur Festung Marienberg vorgesehenen Stadtresidenz, dem sogenannten „Schlösslein“ am Rennweg, das jedoch nie bezogen wurde und 1720 dem Neubau der Würzburger Residenz weichen musste. Bald nach seiner Wahl als Fürstbischof hatte Johann Philipp den Ausbau der Festung vorangetrieben. So entstand dort (vielleicht nach Plänen des hochstiftigen Ingenieurhauptmanns Andreas Müller) 1709 bis 1712 ein neuer gewaltiger Zeughausbau auf der Esplanade vor der Echterbastei und 1708 der Ravelin „Teutschland“ (ein dem Hauptwall vorgelagertes Außenwerk) mit dem westlichen Tor (genannt Äußerers Höchberger Tor). In der heutigen Theaterstraße 23 entstand zwischen 1706 und 1709 ganz in der Nähe des „Schlössleins“ das Familienpalais der Greiffenclau als sogenannter „Roter Bau“ (heute Ecke Theaterstraße/Oeggstraße). Ab 1705 ließ Johann Philipp auf einem privat erworbenen Gut das Schloss Gereuth als barocken Landsitz erbauen.

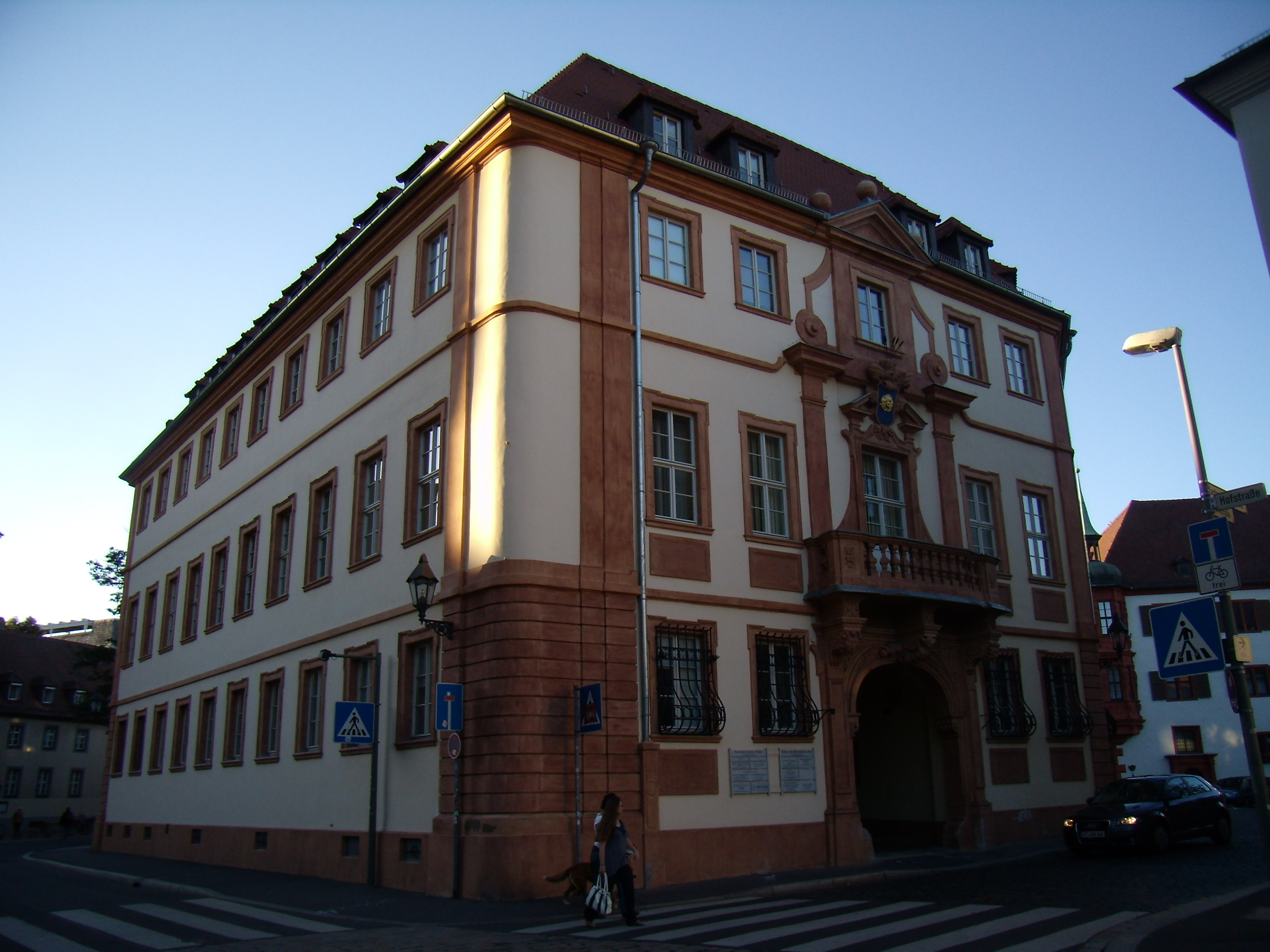
Hof Guttenberg in Würzburg

Obgleich man ihm nachsagt, er habe unter dem Einfluss des kaiserlichen Hofkammer- und Hofkriegsrats Jacob von Hollach gestanden, galt Johann Philipp II. bei Zeitgenossen als gütige und menschenfreundliche Natur. Dies spiegelt sich beispielsweise darin wider, dass er 1712 die Gründung des Würzburger Ursulinenklosters gestattete.
Die Verbreitung der zu seinem 60. Geburtstag 1712 herausgegebenen, mit übertriebenem Fürstenlob versehenen Preisschrift des Würzburger Hofrats Johann Valentin Kirchgeßner Gryphus Principalis sive Typus boni Principis („Fürstlicher Greif oder Muster eines Fürsten“) ließ der offensichtlich auch bescheidene Landesherr verbieten.